# Orçamento de Estado iraniano de 2025–26
O Orçamento de Estado iraniano de 2025–26 foi aprovado em novembro de 2024. O orçamento apresentou um défice elevado, mais de 950 biliões de tomans. As receitas petrolíferas previstas eram de 2 biliões de dólares toman, com um défice de 26%. O orçamento das Forças Armadas Iranianas quadruplicou. O governo planeou retirar 500 mil milhões de dólares do seu Fundo Nacional de Desenvolvimento para cobrir as suas dívidas. O governo recebeu 40% mais receitas. Os salários mínimos dos funcionários públicos aumentaram 20%. As contas de eletricidade cresceram entre 38% e 80%.